# Jamkowatość pnia jabłoni

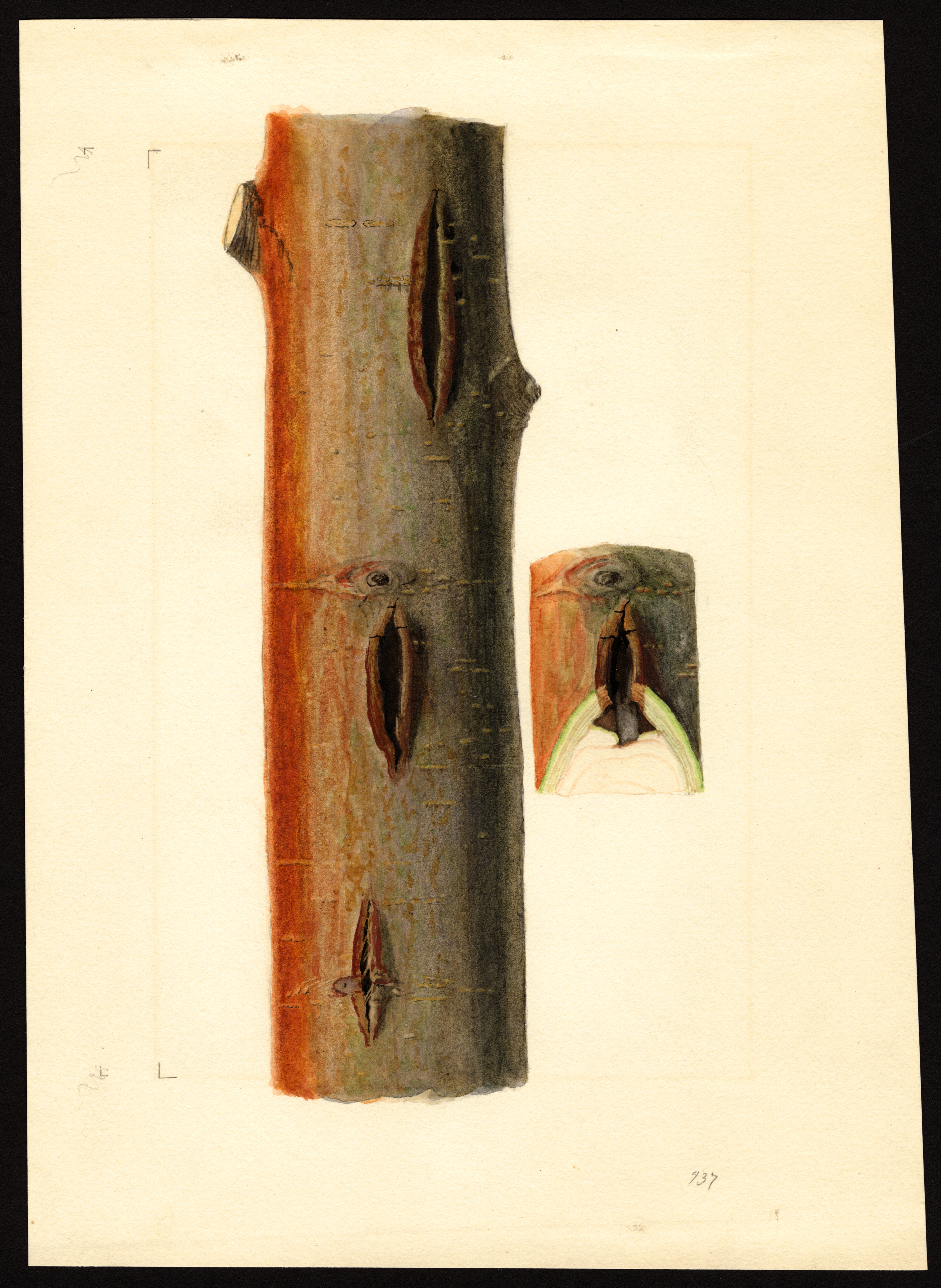

Jamkowatość pnia jabłoni (ang. stem pitting of apple) – choroba jabłoni wywoływana przez wirusa Apple stem pitting virus, ASPV).

## Występowanie i szkodliwość
Wirus ASPV jest rozprzestrzeniony na całym świecie. Powszechnie występuje u jabłoni, ale na większości szlachetnych odmian nie wywołuje objawów chorobowych. Powoduje jednak zahamowanie wzrostu młodych drzewek i gorsze przyjmowanie się oczek na okulizowanych drzewkach. U porażonych jabłoni następuje nadmierne rozrastanie się tkanek otaczających miejsce okulizacji lub szczepienia, osłabienie pnia i funkcjonowanie wiązek przewodzących, co prowadzi do wyłamywania się okulantów. Ponadto drzewa porażone jamkowatością pnia są bardziej wrażliwe na uszkodzenia mrozowe. Do wrażliwych na jamkowatość pnia odmian jabłoni należą ‘Charden’, ‘Reinette Clochard’ oraz jabłoń niska ‘Virginia Crab’. Na powierzchni jej drewna tworzą się jamkowate wgłębienia. Odmiana ta jest używana jako roślina wskaźnikowa do rozpoznawania choroby. U wrażliwych odmian wirus ASPV powoduje także epinastię, czyli wyraźne zwijanie się liści spowodowane martwicą głównej żyły, oraz chlorotyczną lub nekrotyczną pasiastość prowadzącą do ich przedwczesnego opadania.
Nieznany jest żaden wektor przenoszący wirusa ASPV. Przenoszony jest wyłącznie przez materiał używany do szczepienia jabłoni. W sadach jabłoniowych może się rozprzestrzeniać także przez odrosty korzeniowe. Wirus ten występuje także na gruszach i pigwach. Zapobiega się jamkowatości pnia jabłoni poprzez używanie do nasadzeń zdrowych sadzonek, a do szczepienia i okulizacji podkładek, zrazów i oczek pozbawionych wirusów.
Podobne objawy powoduje żłobkowatość pnia jabłoni wywołana przez wirusa ASGV.